# Huarache (calzatura)

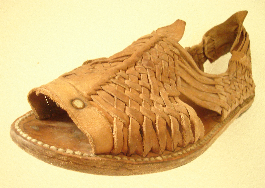
Un sandalo huarache

Le huarache (anche guarache) sono un tipo di sandali tipici messicani.
Le huaraches sono di origini pre-colombiane, e vengono tutt'oggi realizzate in vari materiali, ma principalmente in pelle. La parola "huarache" deriva dalla parola di lingua p'urhépecha kwarachi. 